# Robert Ducret
 (septembre 2020).
Si vous disposez d'ouvrages ou d'articles de référence ou si vous connaissez des sites web de qualité traitant du thème abordé ici, merci de compléter l'article en donnant les références utiles à sa vérifiabilité et en les liant à la section « Notes et références ».
Pour les articles homonymes, voir Ducret.
Robert Ducret, né le 10 janvier 1927 à Genève et mort le 28 septembre 2017, est un homme politique suisse membre du Parti radical-démocratique.

## Biographie
Dès 1944, il travaille dans l'entreprise familiale de combustibles dont il reprend la direction en 1958.
Élu conseiller municipal de Carouge (1955-1973), il y défend le logement social. Député au Grand Conseil genevois (1965-1977), (il est notamment à l'origine, lorsqu'il est député, de la loi sur les Transports publics genevois, loi adoptée par le Grand Conseil en 1975), et président de son parti (1968-1971), il est élu conseiller d'État en 1977 et s'attelle, à la tête du département des finances et des contributions durant douze ans, au redressement du budget et fait voter plusieurs lois sociales (déductions fiscales, accès à la propriété dans les HLM, blocage des prix du terrain, etc.).  C'est lui aussi qui est à l'origine de la mensualisation des impôts cantonaux et communaux à Genève, avec la particularité pour les contribuables genevois de payer leurs impôts en dix mensualités.
Conseiller aux États de 1983 à 1991, il préside la commission des finances et participe aux travaux pour la mise sur pied de la TVA. De 1989 à 2000, il est également chargé par le Conseil d'État genevois de l'accueil des demandeurs d'asile.

## Sources
- « Robert Ducret » dans le Dictionnaire historique de la Suisse en ligne.